# Mount Sir John Abbott
Mount Sir John Abbott – szczyt w Kolumbii Brytyjskiej, w Kanadzie, w paśmie Cariboo Mountains.  Po raz pierwszy został zdobyty w 1927. Początkowo nazywał się Mount Kiwa, lecz nazwę zmieniono 1927, aby uczcić Sir John Joseph Caldwell Abbotta trzeciego premiera w historii Kanady. Nazwę Kiwa pozostawiono dla olbrzymiego lodowca (Kiwa Glacier) spływającego z wierzchołka w kierunku zachodnim i południowym. Także w kierunku wschodnim spływa duży lodowiec.
Szczyt leży w odległości 4,4 km od Mount Sir Wilfrid Laurier – najwyższego szczytu Cariboo Mountains.